# Kalnyk (Hajsynský rajón)
Kaľnyk (ukrajinsky Кальник, polsky Kalnik) je obec na Ukrajině, ve Vinnycké oblasti, v Hajsynském rajónu, v Dašivské venkovské komunitě. V roce 2018 zde žilo 1 077 obyvatel.

## Historie
V letech 1648-1667 zde bylo středisko kalnického pluku, kterému velel v letech 1650-1658 Ivan Bohun. Po uzavření příměří s Tureckem v Žuravně (1676) bylo v červnu 1678 rozhodnuto o stažení polských jednotek ze zdejšího opevnění. Chata Bohuna se podle tradice zachovala.

## Osobnosti
- Jarosław Iwaszkiewicz (1894–1980), polský spisovatel.